# Margareta Fahlén
Gerd Margareta Fahlén, född 8 juni 1918 i Sollefteå, död 28 oktober 1978 i Köpenhamn, var en svensk skådespelare.

## Biografi
Fahlén växte upp i Uppsala och arbetade efter studierna vid bankinspektionen i Stockholm parallellt med teaterlektioner hos Calle Flygare. Hon scendebuterade under denna tid på Scalateatern och 1941 uppmärksammades hon i Vecko-Journalens serie En vacker flicka denna vecka. Hon filmdebuterade 1943 i Ivar Johanssons Ungt blod och gjorde ytterligare några filmroller innan hon 1944 kom in vid Dramatens elevskola. Hon studerade där till 1947 och fick sitt genombrott under examensåret som Kristina i en uppsättning av August Strindbergs Påsk. Genombrottet ledde till att Gustaf Edgren gav henne rollen som Helga i Tösen från Stormyrtorpet (1947). En kort men intensiv filmkarriär under 1940- och de tidiga 1950-talen följde, där hon bland annat gjorde roller som den kvinnliga läkaren i Kvinna i vitt (1949) och den goda kvinnan i Starkare än lagen (1951).
Den 31 maj 1955 gifte hon sig med den danske skådespelaren Poul Reichhardt i svenska Gustafskyrkan i Köpenhamn och flyttade till Danmark. Efter giftermålet kom Fahlén endast att sporadiskt vara verksam som skådespelare. År 1956 återkom hon tillfälligt till Sverige för en turné med Riksteatern och gjorde 1957 ett gästspel i norska Trondheim. Hon skilde sig från Reichhardt 1962 och arbetade de sista 15 åren som läkarsekreterare vid Ortopedisk Hospital i Köpenhamn.

## Filmografi
- 1943 – Ungt blod
- 1943 – Jag dräpte
- 1943 – Hon trodde det var han
- 1943 – Anna Lans
- 1944 – Örnungar
- 1944 – Narkos
- 1944 – Kärlekslivets offer
- 1944 – Skeppar Jansson
- 1945 – Svarta rosor
- 1946 – Eviga länkar
- 1946 – Iris och löjtnantshjärta
- 1947 – Brott i sol
- 1947 – Tösen från Stormyrtorpet
- 1948 – En svensk tiger
- 1948 – Kvinnan gör mig galen
- 1949 – Vi flyger på Rio
- 1949 – Kvinna i vitt
- 1950 – Regementets ros
- 1950 – Hjärter knekt
- 1951 – Starkare än lagen
- 1951 – Min vän Oscar
- 1952 – För min heta ungdoms skull
- 1953 – Kungen av Dalarna
- 1953 – Foreign Intrigue (TV-serie)
- 1956 – Kärlek i det blå

## Teater

### Roller (ej komplett)
| År   | Roll                  | Produktion                          | Regi          | Teater                   |
| ---- | --------------------- | ----------------------------------- | ------------- | ------------------------ |
| 1945 | Henriette Löwenflycht | Av hjärtans lust Karl Ragnar Gierow | Rune Carlsten | Dramaten                 |
| 1948 | Marie                 | En vildfågel Jean Anouilh           | Rune Carlsten | Dramaten                 |
| 1951 | Prinsessan            | Diamanten Friedrich Hebbel          | Rune Carlsten | Dramaten                 |
| 1961 | Hortensia             | Så tuktas kärleken Jean Anouilh     | Eva Sköld     | Helsingborgs stadsteater |